# Іфігенія в Тавриді (Гете)
«Іфігенія в Тавриді» (нім. Iphigenie auf Tauris) — твір німецького письменника та науковця Йоганна Вольфганга фон Ґете, написаний на сюжет однойменної трагедії Евріпіда.
Перший нарис трагедії, яку Гете написав за шість тижнів, було представлено 6 квітня 1779 року у прозаїчній формі. Він переписав її 1781 року, а у 1786 році з'явилася остаточна віршована версія. Рукопис цього твору Гете взяв із собою під час відомої подорожі до Італії.

## Синопсис

### Дія перша
Оскільки Діана врятувала Іфігенію від смерті (її батько Агамемнон вирішив пожертвувати нею в обмін на сприятливий для Трої вітер), вона служила їй в Тавриді. І хоча Іфігенія була вдячна богині, проте тужила за батьківщиною. Вона нарікає на своє життя, визнаючи, що її звичайна доля була б пов’язана суто з сімейним життям. Вона благає Діану возз'єднати її з родиною.
Аркас, довірена особа Тоаса, король Таврида, повідомляє про прибуття короля. Іфігенія зізнається йому в тузі за домом. Аркас нагадує їй про все добро, що вона зробила в Тавриді. Він повідомляє, що король прийшов одружитися на ній. Іфігенія в розпачі, адже шлюб назавжди зв’яже її з Тавридою.
Свою відмову королю Іфігенія виправдовує тугою за Грецією і намагається знайти інші обґрунтовані причини, такі як прокляття, яке лежить на її родині тощо. Тоас погрожує відновити старий звичай людських жертвоприношень.
Іфігенія молиться Діані: вона вірить у доброту і справедливість богів, вона благає Діану позбавити її від необхідності жертвувати невинними людьми.

### Дія друга
Прибуває брат Іфігенії Орест та його двоюрідний брат Пілад. Орест помстився за свого батька вбивством своєї матері, і з тих пір його переслідували непримиренні Фурії. Тож він благав Аполлона звільнити його від їхнього гніву. Аполлон відповів через свій оракул у Дельфах, сказавши, що його провина буде спокутувана, якщо він поверне свою сестру до Греції. Обидва чоловіки висадились у Тавриді, щоб викрасти статую Діани з її храму. Однак вони були виявлені солдатами короля і потрапили в полон. Орест зневірився, боячись, що вони їх принесуть у жертву богам. Пілейд підбадьорює його, розповідаючи про добру жрицю, яка не вбиває в'язнів. Тим не менше, Орест вважає, що їх ніщо не врятує.
Іфігенія розмовляє з Піладом, який не розкриває свого імені. Він робить вигляд, що вони з Орестом є братами, і що Орест вбив їхнього брата. Іфігенія розпитує його про Грецію. Він розповідає їй про падіння Трої та смерть багатьох грецьких героїв. Його розповідь змушує її тужити за домом ще більше. Але Пілад говорить їй, що Агамемнона вбили його дружина Клітемнестра та її коханець Егіст, мстячись за жертву Агамемноном своєї дочки. Іфігенія розчарована.

### Дія третя
Іфігенія обіцяє Оресту, ім’я якого вона досі не знає, зробити все, щоб врятувати його та Пілада від загибелі. Вона запитує про дітей Агамемнона (її братів і сестер). Орест розповідає їй про вбивство Клітемнестри і розкриває свою справжню особистість, бо не може дивитися, як горює Іфігенія за цією новиною. Іфігенія рада, що знайшла свого брата. Орест все-таки вирішує, що йому слід померти, щоб заспокоїти Фурії. В кінці сцени він непритомніє.
Орест бачить сон: його мертві предки радісно прощаються в підземному світі. Це бачення, можливо, сприяє його зціленню, оскільки дає йому можливість прощення після смерті.
Орест прокидається, але все ще вважає, що перебуває в Аїді (світі мертвих), і думає, що Іфігенія та Пілад також спустилися туди. Вони приходять, щоб зцілити його. У молитві Іфігенія дякує Діані і просить, щоб Орест був звільнений від прокляття. Пілад намагається сперечатись. Коли Орест нарешті прокидається, він обіймає Іфігенію, дякує богам, і знову заявляє про свою готовність діяти. Пілад нагадує їм обом, що треба поспішати.

### Дія четверта
Поки Орест і Пілад готують човен для втечі, Іфігенія має обдурити короля.
Аркас приносить наказ короля про прискорення жертвопринесення: Іфігенія говорить йому, що має очистити в'язня від його провини за вбивство перед жертвопринесенням. Вони сперечаються про право короля наказувати і право жриці тлумачити волю Богині. Аркас йде, щоб звітувати перед королем.
Пілад оголошує, що човен готовий, і закликає її поспішати. Вона все ще вагається, але Пілад нагалує, що вони з братом могли б вже бути мертвими.

### Дія п'ята
Аркас підпорядковується Тоасу, який наказує йому негайно привести жрицю.
Тоас розуміє, що його доброзичливість до Іфігенії сприяла її незалежності.
Іфігенія розповідає розгніваному Тоасу, що, зазнавши милосердя, коли її мали принести в жертву, вона зобов’язана бути милосердною зараз. Вона стверджує, що жіночі слова можуть бути такими ж потужними, як чоловічий меч; вона розповідає йому, ким є в’язні, хто вона та про їхній план втечі. Вона надіється на його людяність.
Орест прибуває з мечем у руці і закликає Іфігенію тікати разом з ним. Вона каже, що зізналась про їхній план королю.
Пілад та Аркас прибувають; король наказує припинити бойові дії.
Орест пропонує в битві вирішити їх долю. Сам Тоас готовий прийняти виклик. Король неохоче дозволяє їм їхати; Іфігенія благає, щоб вони розлучились як друзі; і король нарешті прощається з ними.